# Albelda de Iregua
Albelda de Iregua è un comune spagnolo situato nella comunità autonoma di La Rioja.

## Collegamenti
- Fotos de Albelda de Iregua, su albertoramos.es.